# 伊藤文保
伊藤 文保（いとう ふみやす、1940年2月 -2020年5月17日 ）は、日本の地方自治体神奈川県の元行政公務員。神奈川県副知事などを歴任した。県庁退職後、母校学校法人神奈川大学理事長。

## 来歴

### 生い立ち
1940年（昭和15年）2月生れ、神奈川大学第二経済学部卒業後、神奈川県庁入庁、総務部部長を経て神奈川県副知事（1999年6月～2003年5月）、2005年より母校神奈川大学運営に加わり2008年より神奈川大学理事長。

### 略歴
- 1940年（昭和15年）2月生
- 1964年（昭和39年）3月　　神奈川大学第二法経学部経済学科卒業
- 1965年（昭和37年）7月　　神奈川県入庁
- 1988年（昭和63年）4月　　神奈川県総務部税務課長
- 1989年（平成元年）4月　　神奈川県総務部参事兼財政課長
- 1991年（平成3年）6月　　神奈川県総務部次長兼総務室長
- 1993年（平成5年）4月　　神奈川県環境部長
- 1995年（平成7年）6月　　神奈川県総務部長
- 1999年（平成11年）6月　　神奈川県副知事 (至平成15年5月)
- 2003年（平成15年）6月　　神奈川県内広域水道企業団企業長 (至平成19年6月)
- 2005年（平成17年）9月　　学校法人神奈川大学評議員
- 2008年（平成20年）9月　　学校法人神奈川大学理事
- 2008年（平成20年）9月　　学校法人神奈川大学理事長
- 2015年（平成27年）　　　国立大学法人横浜国立大学経営協議会委員[2]

## 栄典
- 平成27年春の叙勲で瑞宝中綬章受章[3][4]
- 2020年5月 叙従五位[5]